# Bobo-Dioulasso
Bobo-Dioulasso is een stad met ongeveer 900.000 inwoners, hoofdzakelijk Dioula, en na de hoofdstad Ouagadougou de grootste stad in Burkina Faso. Bobo-Dioulasso ligt in het zuidwesten van het land, in de provincie Houet en is zowel cultureel als economisch belangrijk. Op economisch gebied spelen vooral de landbouwhandel en de textielindustrie een grote rol, terwijl op cultureel gebied Bobo-Dioulasso bekendstaat om de muziek. De naam Bobo-Dioulasso is een samenstelling van de twee belangrijkste etnische groepen die in de stad wonen: Bobo en Dioula. Bobo-Dioulasso ligt aan de rivier Houet.

## Geschiedenis
Bobo-Dioulasso werd gesticht als Sya in de vijftiende eeuw. De stad werd in 1897 bezet door de Fransen. Daarna heeft de stad een sterke groei doorgemaakt.
In 1955 werd de stad de zetel van een rooms-katholiek bisdom en in 2000 van een aartsbisdom.

## Bezienswaardigheden
De belangrijkste bezienswaardigheden in de stad zijn de Grote Moskee van Bobo-Dioulasso, uit 1880, het vijftiende-eeuwse huis Konsa en een heilige visvijver. Er is ook een museum en een aardewerkmarkt, en een goed toegankelijk stuk guinees galerijbos.

## Economie
De belangrijkste industrie bestaat uit verwerking van ruwe katoen, winning van olie uit katoenzaad, lichte industrie (sigaretten, fietsen en bromfietsen, gewasbeschermingsmiddelen) en fruitexport. Er is een containerterminal aan de spoorlijn Ouagadougou-Abidjan en een internationale luchthaven met vluchten naar Ouagadougou en Abidjan.

## Geboren
- Gaston Kaboré (1951), filmmaker
- Cheikh Lô (1955), musicus
- Dani Kouyaté (1961), filmmaker
- Sékou Traoré (1962), filmmaker
- Ousmane Sanou (1978), voetballer
- Rahim Ouédraogo (1980), voetballer
- Mamadou Zongo (1980), voetballer
- Moumouni Dagano (1981), voetballer
- Bureima Maiga (1983), voetballer
- Charles Kaboré (1988), voetballer
- Alain Traoré (1988), voetballer
- Bertrand Traoré (1995), voetballer
- Lassina Traoré (2001), voetballer
- Nasser Djiga (2002), voetballer